# خوان مونروس
خوان مونروس (انگلیسی: Juan Monros؛ ۱۹۲۸ – ۲۰۱۳) بازیکن فوتبال بود.
از باشگاه‌هایی که در آن بازی کرده‌است می‌توان به باشگاه فوتبال بازل اشاره کرد.